# Derek Stephen Prince
Derek Stephen Prince (Inglewood, Kalifornia, 1969. február 5. –) amerikai szinkronszínész.

## Szerepei

### Animék
- Apocalypse Zero (OVA) - Bolt
- Argento Soma - Lab Assistant B
- Arc, a kölyök - Gene
- B-Daman - Li Yong Fa, Monkey Don
- Blade of the Immortal - Taito Magacu
- Bleach - Isida Urjú
- Bobobo-bo Bo-bobo - Nunchuck Nick, Wiggin' Tribe Spokesman
- Cowboy Bebop - Lin
- Cyborg 009 - Dr. Gaia, Machine Gun, Kain, Joe Simamura
- D.Gray-man - Szelim (43. epizód)
- Digimon Adventure - DemiDevimon, Piedmon, Digitamamon
- Digimon 02 - Ken Icsidzsoudzsi, DemiVeemon/Veemon/ExVeemon/Paildramon/Imperialdramon
- Digimon Data Squad - DemiDevimon
- Digimon Tamers - Impmon/Beelzemon
- Digimon Frontier - Grumblemon/Gigasmon, Dynasmon
- A párbaj mesterei - Dr. Gyökér, Multi-Card Monty
- Eyeshield 21 - Joicsi Hiruma
- Flint the Time Detective - Elekin
- Fusigi Júgi - Keiszuke Júki
- Ground Defense Force! Mao-csan - Icsiro Szuteki (David Umansky álnéven)
- Gun Frontier - Tocsiro Ojama
- .hack//Legend of the Twilight - Reki
- Kikaider - Ichiro/Kikaider 0-1
- Kite Liberator - Kai Cuin; Kicsi Cuin
- Love Hina - Keitaro Urasima (David Umansky álnéven)
- Lucky ☆ Star- több fiatal vagy középkorú nő, hírbemondók, műsorvezetők, eladók, tanárok, vásárlók
- Lupin III - Mr. X, francia rendőrtiszt
- Mahoromatic - Szuguru Miszato
- MÄR: Märchen Awakens Romance - Phantom/Tom
- Mars Daybreak - Crowley
- Mobile Suit Gundam F91 - Birgit Pirjo
- Mon Colle Knights - Mondo Ooja
- Monster - Rudy Gillen
- Naruto - Aburame Sino (34. epizódtól)
- Naruto Shippuden - Aburame Sino
- Nightwalker - Koicsi Akiba
- Overman King Gainer - Bello Korossha
- Paradise Kiss - Arasi
- Patlabor WXIII - Sizuo Mijanomori, rendőrtiszt
- Planetes - Chung
- Ruróni Kensin - Szagara Szanoszuke, Besimi, Szavagedzso Cso
- Samurai Champloo - Tomonosin Sibui, Denkibou
- S-CRY-ed - George Tacunami, Maszaki
- Shinzo - King Nipper, Professor Parasite
- Sins of the Flesh (OVA) - Adolpho
- Stitch! - Kenny
- Tengen Toppa Gurren Lagann - Attenborough Cortitch
- Tendzsho Tenge - Cutomu Rjúzaki
- Trigun - Zazie the Beast
- Vampire Princess Miyu - Jaszuhiro Takasima, Cat
- Jukikaze - Tom „Tomahawk” John kapitány
- Zentrix - Zeus

### Rajzfilmek
- Lilo & Stitch: The Series - Loki
- Shorty McShorts' Shorts - Phil

### Élőszereplős
- Big Bad Beetleborgs - Noxic, Super Noxic
- Profiler - Damion Kanaras
- Power Rangers: Zeo - Auric the Conqueror, Staroid, Digster
- Power Rangers: Turbo - Elgar, Flamite
- Power Rangers: In Space - Elgar, Tankenstein
- Power Rangers: Lost Galaxy - Treacheron, Fishface
- Power Rangers: Time Force - Jetara
- Power Rangers: Wild Force - Tire Org
- Saved by the Bell: The New Class - Tuba Player
- Vészhelyzet - tűzoltó

### Filmek
- Bio Zombie - Crazy Bee
- Bleach: Elveszett emlékek - Isida Urjú
- Bleach: A gyémántpor lázadás - Isida Urjú
- Digimon: The Movie - Veemon, DemiVeemon, Pizza Guy
- Digimon: Diaboromon Strikes Back - Ken Icsidzsoudzsi, Veemon, DemiVeemon, Imperialdramon
- Digimon: Battle of Adventures - Takehito Uehara: Minami édesapja
- Digimon: Runaway Locomon - Beelzemon
- Turbo: A Power Rangers Movie - Elgar
- Versus (film) - Beard

### Videójátékok
- Ape Escape: Pumped & Primed - Jake
- Baroque - The Protagonist, Longneck, Urim
- Bleach: Shattered Blade - Isida Urjú
- Bleach: The Blade of Fate - Isida Urjú
- Bleach: Dark Souls - Isida Urjú
- Bleach: The 3rd Phantom - Isida Urjú
- Digimon Rumble Arena - Veemon, Impmon/Beelzemon
- Eureka Seven vol.1: New Wave - Hooky Zueff
- Galerians - Rainheart
- .hack//Mutation - Nuke Usagimaru
- .hack//Outbreak - Nuke Usagimaru
- .hack//Quarantine - Nuke Usagimaru
- Kingdom Hearts Re:Chain of Memories - Vexen
- Kingdom Hearts 358/2 Days - Vexen
- Kingdom Hearts Birth by Sleep - Even
- Naruto: Ninja Council 3 - Aburame Sino
- Naruto: Ultimate Ninja (sorozat) - Aburame Sino
- Operation Darkness - Adolf Hitler, Heinrich Himmler, Jack the Ripper, Oskar Dirlewanger, William Frankenstein III
- Pajama Sam - Otto the Boat=
- Shin Megami Tensei: Persona 3 - Takaya Sakaki
- Soul Nomad & the World Eaters - Vitali, Gallahad, Gamma, Kotaro, Knights
- Trauma Center: New Blood - Leonardo Bello, Master Vakhushti, Hans Nilsen, Sergeant Major Lopez, Eugene Carlton
- Xenosaga Episode I: Der Wille zur Macht - chaos (Yeshua)